# Politisches System Simbabwes

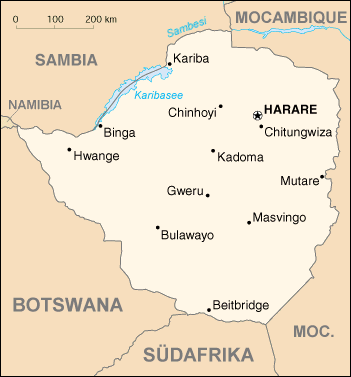
Karte Simbabwes

Das politische System Simbabwes wird vor allem durch die Verfassung geregelt. Simbabwe ist eine Präsidialrepublik.

## Verfassung
Die gültige Verfassung stammt aus dem Jahr 2013. Die ursprüngliche Verfassung Simbabwes war 1979 kurz vor der Unabhängigkeit im Lancaster-House-Abkommen festgelegt worden, das unter anderem Minderheitenrechte für die weißen Bewohner vorsah. In der Folgezeit wurde sie mehrfach geändert.
Die Verfassung verlangt unter anderem ein Mehrparteiensystem und freie, faire und regelmäßige Wahlen. Simbabwische Staatsbürger haben sich laut Verfassung ihrem Staat gegenüber loyal zu verhalten. Besonderen Schutz genießen die Veteranen des Unabhängigkeitskampfes. Die Achtung der „unterschiedlichen kulturellen, religiösen und traditionellen Werte“ wird ebenfalls verlangt.

## Exekutive
Staatsoberhaupt ist der Präsident, seit 2017 Emmerson Mnangagwa. Er ist Staatsoberhaupt und führt die Regierung. Er ernennt das Kabinett und Führungskräfte im öffentlichen Dienst, unter anderem in Militär und Polizei. Außerdem fungiert er als Oberbefehlshaber der Zimbabwe Defence Forces. Der Präsident wird für jeweils fünf Jahre vom Volk direkt gewählt, gegebenenfalls in einer Stichwahl der beiden erfolgreichsten Kandidaten des ersten Wahlgangs. Er darf bis zu zehn Jahre amtieren. Der Präsident ernennt vor seiner Wahl den ersten und zweiten Vice-President, die seine Stellvertreter sind. Scheidet ein Vice-President aus dem Amt, muss der Präsident umgehend einen neuen Amtsinhaber ernennen.
Von 1980 bis 1987 und von 2009 bis 2013 wurde die Regierung vom Premierminister geleitet. Er wurde ebenfalls vom Präsidenten ernannt.

## Legislative
Die gesetzgebende Kammern sind die Nationalversammlung (das Unterhaus) und der Senat (das Oberhaus). Beide Kammern haben ihren Sitz in der Hauptstadt Harare. Der Senat wurde 1990 abgeschafft und 2005 wiedereingesetzt. 
Die Nationalversammlung besteht aus 210 Abgeordneten, die nach dem Mehrheitswahlrecht gewählt werden, sowie 60 weiblichen Abgeordneten, die zu gleichen Anteilen in den zehn Provinzen nach dem Verhältniswahlrecht bestimmt werden.
Der Senat hat 80 Mitglieder, von denen 60 auf Provinzebene gewählt werden. In allen Provinzen außer Harare und Bulawayo wählen die traditionellen Herrscher (chiefs) je zwei Repräsentanten. Weitere Senatsmitglieder sind der Präsident und Vizepräsident des Council of Chiefs und ein männlicher und ein weiblicher Behindertenvertreter.
Nationalversammlung und Senat setzen sich seit den Wahlen 2018 wie folgt zusammen:
- Nationalversammlung: ZANU-PF 179 Abgeordnete, MDC Alliance 88 Abgeordnete, NPF, MDC-T und Unabhängige je ein Mandat
- Senat: ZANU-PF 34 Mandate, MDC Alliance 25 Mandate, MDC-T 1 Mandat sowie die 20 übrigen Vertreter

## Judikative
Das Rechtssystem Simbabwes basiert, ähnlich wie das Südafrikas, auf einer Mischform aus dem angloamerikanischen System des Common Law und dem Roman Dutch Law, einem Gemeinen Recht niederländischer Prägung, das sich vom Römischen Recht herleitet. Daneben gibt es traditionelle Rechtsprechungsformen auf lokaler Ebene.
Der Supreme Court of Zimbabwe, das höchste Gericht des Landes, wird vom Chief Justice – der vom Präsidenten ernannt wird – geleitet. Der Chief Justice steht auch dem Constitutional Court vor. Unter dem Supreme Court stehen der High Court, der Labour Court und der Administrative Court, die von je einem Judge President geleitet werden. Auf regionaler Ebene folgen die Magistrate’s courts und die Customary law courts, die für Fälle traditioneller Rechtsprechung zuständig sind.
Seit März 2017 ist Luke Malaba Chief Justice.

## Weitere von der Verfassung vorgegebene Gremien und Amtsträger auf nationaler Ebene
Der Attorney-General wird vom Präsidenten ernannt. Er ist der oberste Rechtsberater der Regierung und darf an allen Kabinetts- und Parlamentssitzungen teilnehmen, hat aber dort kein Stimmrecht.

## Provinzen und Distrikte

Simbabwe mit Provinz- und Distriktgrenzen

Simbabwe ist in zehn Provinzen aufgeteilt, darunter die Großräume Harare und Bulawayo. Sie werden durch Provinzgouverneure verwaltet, die vom Präsidenten ernannt werden; die Verwaltung leitet der Provincial Administrator. Die acht Provinzen mit ländlichen Strukturen sind in insgesamt 59 Distrikte aufgeteilt, die von einem District Administrator geführt werden.
In den Provinzen gibt es provincial councils bzw. metropolitan councils, die überwiegend aus den auf nationaler Ebene gewählten Vertretern bestehen – nur die Behindertenvertreter gehören keinem regionalen council an. Ferner gibt es in den größeren Städten urban councils, ansonsten rural councils (etwa: „städtische Räte“ und „ländliche Räte“).

## Menschenrechte
Die Verfassung garantiert die Einhaltung aller fundamentalen Menschenrechte. Die Gleichberechtigung der Geschlechter soll unter anderem durch Parität in staatlichen Institutionen, Agenturen und Kommissionen erreicht werden.
Besonders unter der Herrschaft Robert Mugabes wurde die Menschenrechtslage kritisiert. Ihm wurden unter anderem Massenmord, Wahlfälschung, illegale Enteignungen und Einschränkung der Pressefreiheit vorgeworfen.
Die Ehe zwischen gleichgeschlechtlichen Personen ist laut Verfassung verboten.

## Mitgliedschaften
Simbabwe ist unter anderem Mitglied der Vereinten Nationen, der Afrikanischen Union und der Southern African Development Community (SADC). 2003 trat Simbabwe aus dem Commonwealth of Nations aus, dem es seit der Staatsgründung angehört hatte.